# LG Optimus G
LG Optimus G là một điện thoại thông minh do LG Electronics thiết kế và sản xuất. Nó được công bố vào ngày 19 tháng 9 năm 2012; Tới ngày 18 tháng 1 năm 2013, LG thông báo thiết bị đã đạt cột mốc 1 triệu thiết bị bán ra sau 4 tháng phát hành ở các thị trường Hàn Quốc, Nhật, Canada và Hoa Kỳ. LG Optimus G cũng có liên quan chặt chẽ với Nexus 4 khi cả hai có cấu hình và thiết kế tương tự.